# Kleiner Schönbock
Der Kleine Schönbock (Poecilium alni) ist ein Käfer aus der Familie der Bockkäfer. Er wird häufig veraltet Phymatodes alni genannt. Das bunt gezeichnete Tier wird vier bis knapp sieben Millimeter groß.
Die Art wird in den Roten Listen der Länder Brandenburg und Schleswig-Holstein als gefährdet, in Sachsen und Thüringen als stark gefährdet eingestuft. In Mecklenburg-Vorpommern gilt sie als verschollen. In Sachsen-Anhalt steht sie als potentiell gefährdet auf der Vorwarnliste.

## Bemerkungen zum Namen und zur Systematik
Die Erstbeschreibung der Art erfolgte 1767 durch Linné  unter dem Namen Leptura alni. Der Artname "alni" (lat. auf Alnus, Erle vorkommend) benennt eine der Wirtspflanzen, jedoch ist die Art keineswegs auf diesen Baum beschränkt. Der Gattungsname "Poecilium" (von altgr. ποικίλος poikílos, bunt) bezieht sich auf die dreifarbigen Flügel. So erklärt sich auch der Name Schönbock. Traditionell ist Poecilium eine Untergattung von Phymatodes. In Europa ist die Gattung Poecilium mit sieben Arten vertreten, weltweit mit 17 Arten.

## Beschreibung des Käfers
Die Mundwerkzeuge zeigen nach vorn. Die Kiefertaster sind viergliedrig, die Lippentaster dreigliedrig.
Die elfgliedrigen Fühler sind beim Männchen etwa körperlang, beim Weibchen überragen sie die Mitte der Flügeldecke. Sie sind rotbraun, zur Spitze hin dunkler werdend und nicht verdickt. Das zweite Fühlerglied ist relativ lang, nicht ringförmig. Das dritte und vierte Fühlerglied sind nicht ausgesprochen kurz. Das fünfte Fühlerglied ist kürzer als das dritte und vierte zusammen.
Die Einzelfacetten des Auges sind sehr klein. Sie umgreifen nierenförmig die Basis der Fühler und liegen auf dem Scheitel näher beieinander als die Fühlerbasen.
Der Halsschild ist wie bei allen Scheibenböcken flach und rundlich. Er ist schwarz gefärbt und seine Seiten sind abgerundet.
| Bilder des Kleinen Schönbocks |                       |
|                               |                       |
| Abb. 1: Helle Form            | Abb. 3: Unterseite    |
|                               |                       |
| Abb. 4: Seitenansicht         |                       |
|                               |                       |
| Abb. 2: Dunkle Form           | Abb. 5: Vorderansicht |

Die Flügeldecken sind sehr fein punktiert und flach. Auf den Flügeldecken sitzt hinter dem Schildchen an der Naht ein Haarbüschel (Abb. 4). Im ersten Drittel sind die Flügeldecken rotbraun, hinten dunkel. In Südeuropa findet man häufig Formen, bei denen die gesamten Flügeldecken und auch die Fühler dunkel sind (Abb. 2). Gewöhnlich werden die Flügeldecken durch zwei weiße Querbinden etwa gedrittelt. Die Querbinden können auch in Flecken aufgelöst oder verbreitert und ineinanderlaufend ausgebildet sein. Gewöhnlich sind beide geschwungen, das vordere stärker. Das hintere verläuft schräg, außen nach hinten.
Die Vorderhüften sind nahe beieinander stehend (Abb. 3) und nicht durch den Vorderbrustfortsatz getrennt. Ihre Gelenkhöhlen sind nach hinten offen. Die Beine sind kurz. Die Schenkel sind an der Basis gestielt, distal stark keulig verdickt. Die Tarsen sind scheinbar viergliedrig (pseudotetramer), da das vierte Glied im Ausschnitt des gelappten dritten Tarsenglieds kaum erkennbar ist. Das erste Glied der Hintertarsen ist nicht deutlich länger als das zweite und dritte Glied zusammen. Die Klauen sind ungezähnt.

## Biologie
Die Art kommt in Laubwäldern und an feuchten Waldrändern vor.
Die Larve ist polyphag und lebt unter der Rinde von ein bis zwei Zentimeter dicken Ästen verschiedener Laubbäume (Eiche, Esche, Ahorn, Erle, Haselnuss, Mandel, Eichenmistel).
Die Imagines erscheinen schon im Frühjahr (April) und sind bis Juni anzutreffen. In der Mittagssonne kann man sie fliegend antreffen. Die Art ist oft gesellig und häufig, sie tritt aber nicht regelmäßig auf. Sie wird in die Gilde der Frischholzbesiedler eingestuft, man findet sie jedoch sowohl auf frisch geschnittenen als auch auf vertrockneten Zweigen und Ästen, an erkranktem Holz und an Holzklaftern. Ausnahmsweise sind die Käfer auch auf Blüten zu finden.

## Verbreitung
Die Verbreitung reicht von Südeuropa bis ins südliche Nordeuropa, nach Osten bis zur Krim und zum Kaukasus. In Mitteleuropa ist die Art überall verbreitet, aber sehr unbeständig. Gelegentlich ist sie an einer Stelle mehrere Jahre hintereinander häufig, dann wieder jahrelang verschwunden. In höheren Gebirgslagen fehlt sie.